# Stadion Angstrem
Stadion Angstrem – stadion piłkarski w mieście Zielenograd. 
Stadion został zbudowany w latach 70. XX wieku dla firmy Angstrem (stąd nazwa). W 2006 roku przekazany miejscowemu klubowi, zrekonstruowany w 2007.
Stadion ma być bazą treningową piłkarzy grających w Moskwie podczas MŚ 2018.